# Leon Giesen

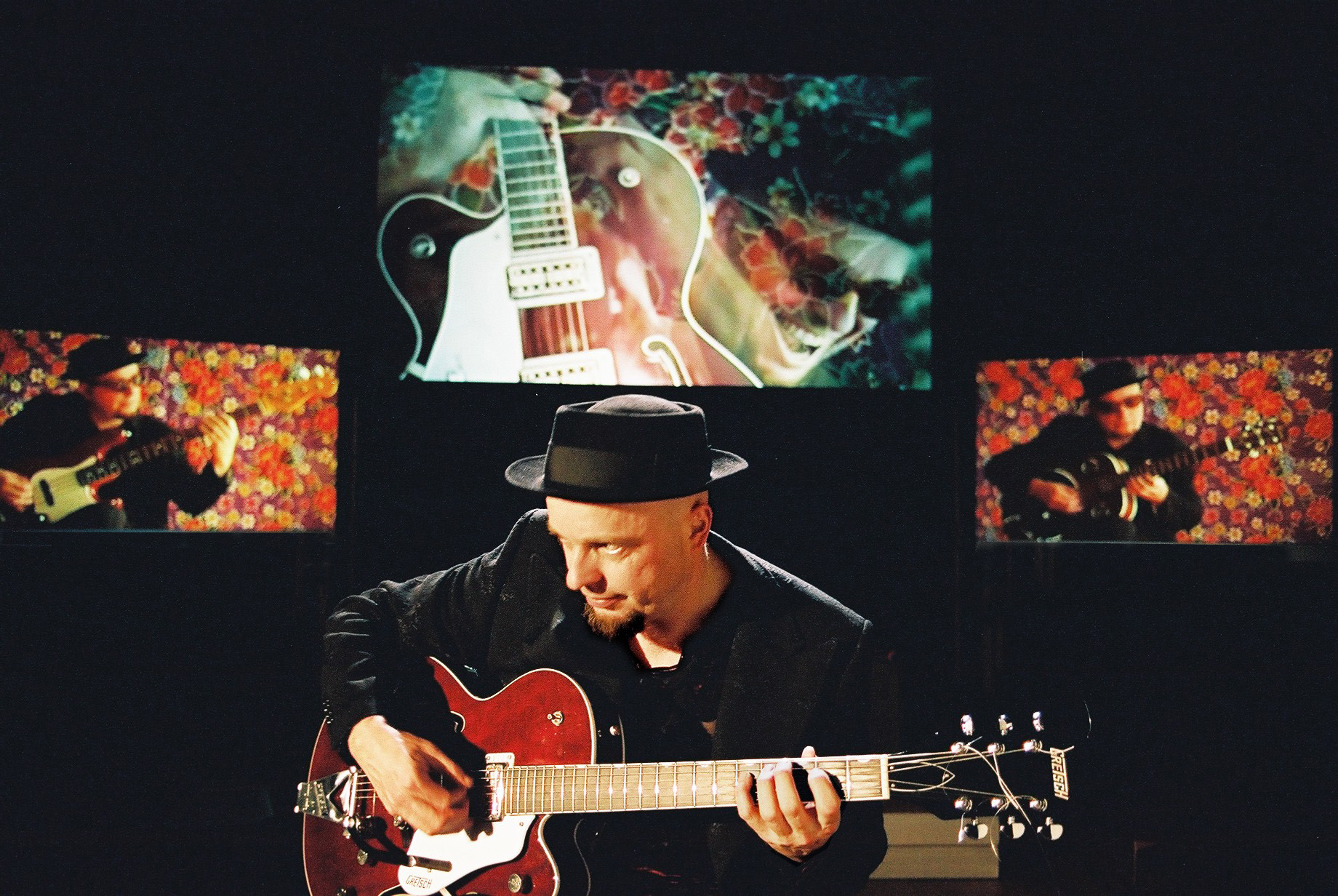
Giesen in actie tijdens diens Mondo Leone-tour (foto door Marcel Prins).

Leon Giesen (Hout-Blerick, 1962) is een Nederlands filmmaker, muzikant en verhalenverteller. Hij is vooral bekend geworden als bassist van de voormalige band Toontje Lager en is tegenwoordig actief met zijn muziekproject Mondo Leone.
Giesen maakte enkele bekroonde documentaires, zoals Van America helemaal naar America over Rowwen Hèze. Na een reünie-optreden van Toontje Lager merkte Giesen dat hij het podium miste. In 2004 besloot hij dan ook dat zijn muziek samen met zijn films in het theater behoorden. Hij bracht een cd/dvd uit en begon zijn theaterprogramma, dat tegenwoordig nog altijd loopt. In 2004 en 2005 trad Giesen ook samen met Jack Poels op voor het project Holland America Lijn.
Een andere documentaire die in februari 2012 ruim 2,3 miljoen kijkers trok, is het vierluik over prins Willem-Alexander en prinses Máxima.
Giesen was de winnaar van de "Broodje Cultuur Publieksprijs" 2006-2007.
Giesen is getrouwd en heeft twee kinderen.
- International Standard Name Identifier: 0000 0001 2051 4197
- MusicBrainz: f968ce41-22d5-404b-bf9f-8c25af8bacb5
- Virtual International Authority File: 171455406